# Mihai Cocea
Mihai Cocea (* 1990 in Bukarest, Rumänien) ist ein rumänischer, in der Schweiz wohnhafter Bratschist.

## Biografie
Cocea wurde 1990 in Bukarest geboren. Dort besuchte er die George-Enescu-Hochschule, wo er Student bei Dmitru Ene war. 
Im Moment studiert er an der Zürcher Hochschule der Künste bei Lawrence Power sowie bei Paul Silverthorne an der Royal Academy of Music.
Mihai Cocea gewann zahlreiche rumänische und internationale Preise, darunter den Hauptpreis sowie den Preis für Interpretation eines zeitgenössischen Werks in Breaza im Jahr 2005, den 2. Preis des Delius-Wettbewerbs in London 2008, einen 3. Preis am Watson-Forbes-Bratschenwettbewerb sowie die Halbfinalteilnahme am Windsor Streicherwettbewerb im Jahr 2011. 
Er besuchte Meisterkurse bei zahlreichen bedeutenden zeitgenössischen Bratschisten wie Juri Baschmet, Maxim Rysanov, Marius Ungureanu, Bruno Giuranna und weiteren. Auftritte mit Maxim Vengerov, Alexander Sitkowetsky, Bruno Giuranna und weiteren. 
Im Januar 2013 gelang Cocea die Finalteilnahme am Juri-Baschmet-Bratschenwettbewerb in Moskau.

## Instrument
Cocea spielt auf einer französischen Bratsche von Salomon aus dem Jahr 1780, die ihm von der Royal Academy of Music ausgeliehen wurde.